# Game of Thrones
Game of Thrones (conocida como Juego de tronos en España y abreviada como GOT) es una serie de televisión de drama y fantasía medieval desarrollada por David Benioff y D. B. Weiss y producida por la cadena HBO. Su argumento está inspirado en la serie de novelas Canción de hielo y fuego, escrita por el estadounidense George R. R. Martin, y relata las vivencias de un grupo de personajes de distintas casas nobiliarias en el continente ficticio de Poniente para tener el control del Trono de Hierro y gobernar los siete reinos que conforman el territorio.
El desarrollo de la serie se remonta a 2006, cuando Benioff y Weiss tuvieron una reunión con Martin para discutir ideas en torno a una adaptación televisiva de su material literario. Si bien los guiones del episodio piloto, «Winter Is Coming», quedaron concluidos en 2008, las grabaciones tuvieron lugar en 2010 bajo la dirección de Tim Van Patten. A lo largo de ocho temporadas y más de setenta episodios, Game of Thrones cubre el argumento de las primeras cinco novelas de Martin con ciertas modificaciones y la adición de material inédito a partir de una descripción del autor sobre los eventos futuros de su universo literario. Se trata de una de las series más costosas en la historia de la televisión, cuyo rodaje llegó a involucrar hasta cuatro unidades de filmación en paralelo y la producción de efectos visuales requirió de la participación simultánea de hasta catorce estudios en distintos países.
El primer episodio se estrenó en abril de 2011 en Estados Unidos y Canadá y desde 2015 la transmisión de sus episodios se llevó a cabo de forma simultánea en más de un centenar de países. La serie posee elevados niveles de audiencia y es uno de los programas de televisión bajo demanda más populares de HBO, así como uno de los «mayores dramas» y el «programa más comentado» de la televisión en 2014. Ciertos medios, como The Washington Post, Time, The Hollywood Reporter y Rolling Stone la catalogaron como una de las mejores series de televisión y la crítica ha elogiado aspectos como sus actuaciones, los guiones, los efectos especiales, las secuencias de batallas y la música, esta última a cargo del compositor Ramin Djawadi. No obstante, también ha recibido comentarios desfavorables por sus escenas de violencia, sexo y desnudez. Entre sus numerosos premios y reconocimientos sobresale la mayor cantidad de galardones Emmy obtenidos en toda la historia de la ceremonia. Su éxito ha dado lugar a la producción de una amplia variedad de productos entre los cuales se incluyen juguetes, videojuegos, libros y réplicas de armas y armaduras, lo cual la convierte en una de las marcas más populares del sector televisivo. A mediados de 2017 HBO anunció su interés en producir nuevas series inspiradas en Canción de hielo y fuego, cuya trama habría de servir de precuela a los acontecimientos de Game of Thrones.

## Sinopsis
La primera temporada comienza quince años después de la guerra civil conocida como la «rebelión de Robert», con la cual Robert Baratheon expulsó del Trono de Hierro a los Targaryen y se proclamó gobernante de Poniente. Tiempo después, y tras la repentina muerte de la Mano del Rey, Jon Arryn, Robert invita a su amigo Eddard «Ned» Stark —Lord de Invernalia— a asumir el oficio vacante. Este último acepta y, tan pronto llega a Desembarco del Rey —la capital de Poniente y sede del Trono de Hierro—, va descubriendo la verdad detrás de una serie de intrigas y conspiraciones que involucran a otras familias nobiliarias y que están relacionadas con la tragedia de Arryn. Sin embargo, cuando Robert muere también repentinamente, los Lannister reclaman el poder y ejecutan a Stark para evitar la difusión de sus investigaciones. Estos acontecimientos desatan una guerra entre los reinos de Poniente que se extiende hasta el final de la serie, y a la cual finalmente se suma Daenerys, la única superviviente de la casa Targaryen, que en el exilio reúne un vasto ejército y cría a tres dragones para reclamar el poder despojado a su familia tiempo atrás. Simultáneamente, más allá de los territorios de Poniente limitados por un muro de hielo que es vigilado por la Guardia de la Noche, otra amenaza se cierne sobre los siete reinos ante la llegada de criaturas sobrenaturales conocidas como «caminantes blancos» y guiadas por el denominado Rey de la Noche.

## Aspectos de la serie y temáticas
Los siete reinos que conforman el territorio continental de Poniente son el Norte regido por la casa Stark; el de la Montaña y el Valle por los Arryn; el de las Islas y los Ríos, por los Greyjoy; el de la Roca, por los Lannister; el reino del Dominio por la casa Tyrell; las Tormentas, por los Baratheon; y Dorne, por los Martell. Sus capitales son Invernalia, Nido de Águilas, Harrenhal, Roca Casterly, Altojardín, Bastión de Tormentas y Lanza del Sol, respectivamente. Más allá del norte de Poniente limitado por un muro de hielo, existen regiones en las que predominan las bajas temperaturas y que están habitadas por hostiles conocidos como «salvajes». Essos es otro escenario que posee importancia en la trama, y es donde vivió Daenerys tras el exterminio de su familia. La forma de gobierno de Poniente es una monarquía hereditaria —que en Dorne se manifiesta en forma de un principado— cuya máxima autoridad reside en el Trono de Hierro, ubicado al sur del continente en Desembarco del Rey. Al final de la serie, este sistema es reemplazado por un mecanismo electivo en donde el rey habría de ser elegido por representantes de los distintos reinos.
Cada una de las casas nobiliarias posee un lema que hace alusión a su historia y costumbres. El de los Stark, «el invierno se acerca» —«Winter is coming»—, sirve de título al primer episodio de Game of Thrones y «encierra todos los horrores que la noche trae consigo desde las regiones hiperbóreas que se extienden más allá del Muro» además de servir como advertencia sobre el advenimiento de la extensa temporada invernal, «una depresión económica» para Poniente que simboliza al mismo tiempo todos los miedos de sus habitantes. A grandes rasgos, la serie es un «drama intensamente político y orientado hacia los personajes [...los cuales] esculpe de forma creíble, profunda y defectuosa, para luego reírse mientras los lanza a través de los exprimidores emocionales más salvajes que pudieran inventar». En opinión del editor Ken Tucker, de BBC: «la red de personajes y linajes de George R. R. Martin podría resultar confusa, pero existe una simplicidad moral en Game of Thrones que atrajo a las audiencias de una forma que otros programas de HBO no pudieron. Si tu principal preocupación es mantener tu cabeza [sobre el cuello], todos tus otros problemas e inquietudes parecen menores. Esa fantasía particular de venganza y triunfo es muy real, y podemos relacionarnos con eso».
Los conceptos y elementos mágicos predominan en la serie, ya sea en forma de dragones, gigantes, espectros, cadáveres reanimados, control telepático de personas y animales, y profecías. De acuerdo con Luke Holland, de The Guardian: «las batallas y las explosiones son simplemente la cereza en la parte superior. Podrías eliminar por completo todos los elementos fantásticos de Game of Thrones y seguiría siendo un programa irresistible». Si bien varios de sus personajes, sucesos y escenarios están basados en los primeros cinco libros de Canción de hielo y fuego, poseen varias diferencias con respecto a su fuente. Por ejemplo, a diferencia de su apariencia convencional en la serie, Daario Naharis tiene una barba azul y un bigote rubio en los libros, rasgos característicos de su linaje. Asimismo, Drogo corteja y seduce a Daenerys antes de tener relaciones sexuales con ella mientras que en la serie esta escena es representada como una violación; Jorah Mormont no contrae psoriagrís —una enfermedad ficticia con efectos similares a los de la lepra—; y Sansa nunca se casa con Ramsay ni se reencuentra con Jon en Invernalia. De acuerdo con Benioff y Weiss: «escogemos y elegimos lo que está en los libros y lo que necesitamos para satisfacer un arco dentro de una temporada determinada, por lo que si queremos que Dany [Targaryen] comience emocionalmente aquí y termine allá, buscaremos en distintos puntos de los libros para lograrlo. Y es por eso que ciertas cosas han cambiado [...] Se discute cualquier cambio realizado [con Martin], pero siempre se trata de la historia que intentamos contar, de los personajes y de cómo se comportan».

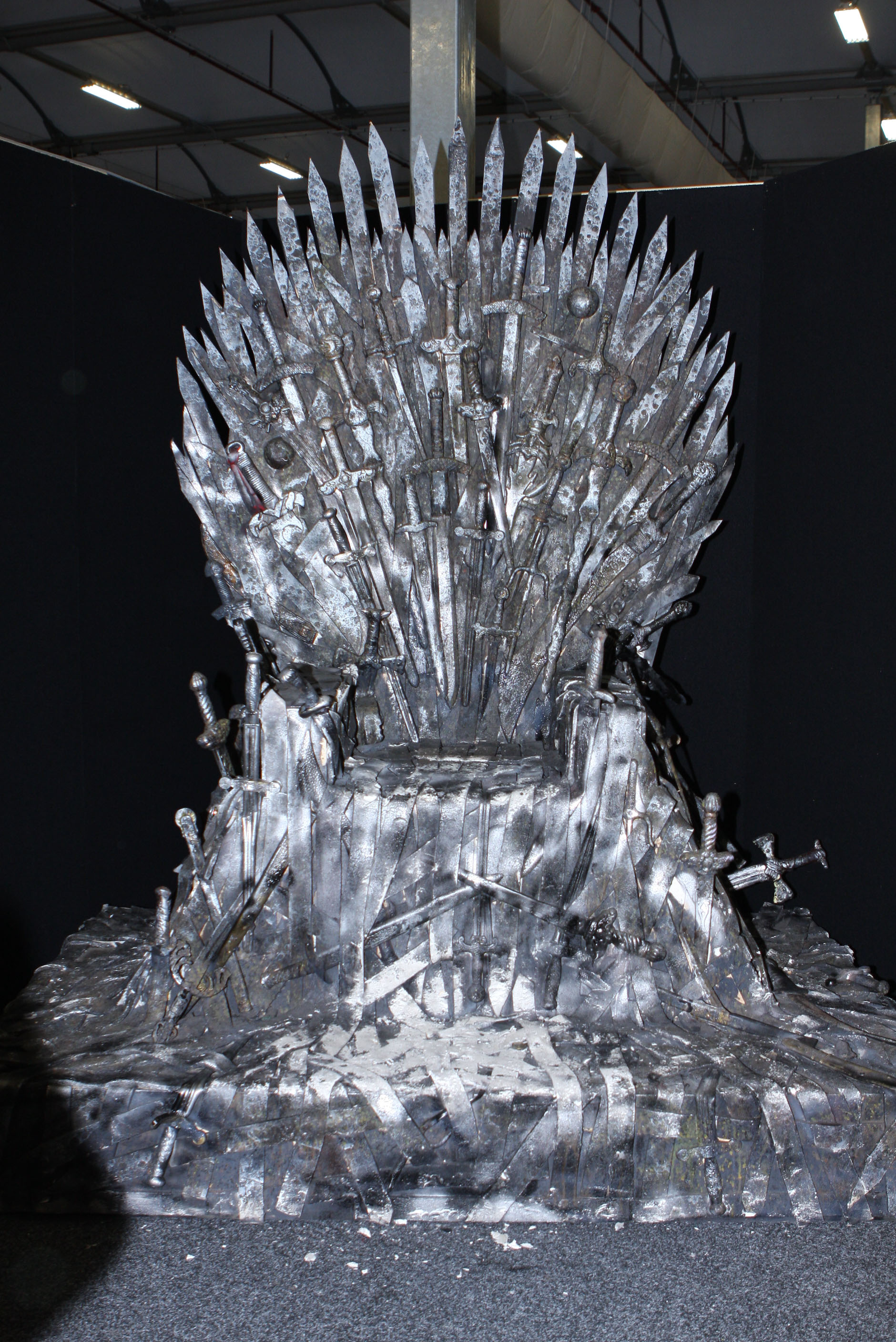
De acuerdo con Canción de Hielo y Fuego, el Trono de Hierro fue construido por los Targaryen durante la conquista de Poniente y está fabricado con las espadas de sus enemigos.

Los vínculos familiares representan otro concepto relevante en la trama. En el caso de Cersei, pese a su crueldad y malas acciones, «lo único que resultaba redentor sobre ella era que amaba en verdad a sus hijos. [...] ¿Quién es ella sin sus hijos?». En la tercera temporada, se evidencia que «las expresiones faciales de la actriz denotan una impotencia universal de una madre que no puede controlar a su hijo. Joffrey brinda risas a pesar de su crueldad, debido a que en el fondo sigue siendo un niño temeroso y cobarde, escondido debajo de la falda de su madre, con cara de espanto». De acuerdo con Rob Sheffield, de la revista Rolling Stone: «Los hermanos Lannister son el corazón oscuro de Game of Thrones, perseguido por el siniestro legado de su odioso patriarca. No ha habido un trío de hermanos aristocráticos tan disfuncionales desde que la Casa Drummond gobernó el mundo en Diff'rent Strokes». Otras temáticas son el fundamentalismo, inherente a las decisiones de sus personajes que «han sido empujados a posiciones de poder, o dejan el poder, y verlos navegar es una gran parte de la [quinta] temporada»; la «lucha entre el bien y el mal» y la muerte. Para Benioff y Weiss: «Los términos "héroe" y "villano" no existen para nuestros guionistas. Y diría que para George [R. R. Martin] tampoco en sus libros. No hay arcos de redención bien definidos. Hay personas que tienen momentos de redención y momentos de no redención. Hay quienes no se dan cuenta de que están siendo terribles cuando lo están siendo». En su opinión, el Rey de la Noche no es el villano de la trama, sino que «el mal llega cuando eliges una decisión entre eso y el bien, y te equivocas en tu elección. El Rey de la Noche no toma decisiones; así surgió, y eso es lo que es él. De alguna forma, es como si fuera la muerte que viene por todos en la historia, y por nosotros». En cuanto a las malas decisiones, existen personajes como Cersei que «harían lo que fuera para ganar». El honor es un concepto que también se aborda con una dualidad que le hace ver tanto como una ventaja —al permitir que Jon o Daenerys, por ejemplo, ganen adeptos para su causa— así como una debilidad —en el mismo caso de Jon, este debe «seguir las reglas y tener momentos difíciles al vencer a hombres y mujeres que no las siguen»—. Otros elementos recurrentes son la violencia, la desnudez y el sexo. En la serie se ven ejecuciones, esclavitud, incesto, torturas, violaciones, matrimonios forzados, violencia contra los débiles y las mujeres, espionaje y vigilancia, uso militar de niños, secuestro de niños y toda clase de violencia. Más de un centenar de sus personajes murieron en circunstancias violentas —heridos con espadas, quemados, decapitados o envenenados—, mayormente hombres leales a sus ideales y que nunca traicionaron a nadie. A su vez, las escenas de desnudez y de violencia sexual han sido objeto de controversia debido a su uso como «distracción visual para mantener interesados a los espectadores».
Ciertas secuencias estuvieron inspiradas en sucesos históricos, como la batalla de los bastardos que provino de la batalla de Cannas y de la guerra de Secesión. La escena en la que Cersei contempla la posibilidad de envenenarse junto con su hijo menor está basada en Magda Goebbels, que llevó a cabo dicha práctica tras la muerte de Adolf Hitler. De igual forma, ciertas películas influyeron en la producción de las escenas de combates, tales como Saving Private Ryan (1998), Lawrence de Arabia (1962), Espartaco (1960), El Cid (1961) y Zulú (1964). Se considera también que Game of Thrones retomó el género fílmico de «espadas y sandalias» y el tono de la película The Adventures of Robin Hood (1938), además de estar inspirado en la literatura renacentista de los siglos XVI y XVII, y posee referencias a otros programas y elementos de la cultura popular, como Monty Python and the Holy Grail (1975), la espada Glamdring de Gandalf en El Señor de los Anillos, y la película Dragonslayer (1975). A partir de la tercera temporada la serie adoptó un estilo narrativo más visual y cinematográfico.

## Producción

### Antecedentes
En 1991 el escritor estadounidense George R. R. Martin comenzó a desarrollar las bases y elementos de lo que habría de convertirse en la serie de novelas de fantasía Canción de hielo y fuego, cuyo primer libro titulado Juego de tronos salió a la venta en 1996. Desde entonces y hasta 2007 se publicaron otros tres libros más: Choque de reyes (1998), Tormenta de espadas (2000) y Festín de cuervos (2005). En conjunto, cada uno de las entregas se hizo acreedora a críticas mayormente favorables y múltiples galardones y reconocimientos, que incluyen premios Hugo, mundiales de fantasía y Locus. Además, Festín de cuervos fue el primer libro de Canción de hielo y fuego en debutar como el libro más vendido de la lista The New York Times Best Seller list.
En 2001 Martin comenzó a recibir propuestas de productores y guionistas de cine y televisión para realizar una adaptación de Canción de hielo y fuego. El autor, no obstante, rechazó las propuestas cinematográficas al considerar que sus novelas no eran aptas para «ser filmadas» como una sola película, dado que en su opinión la extensión de cada una habría requerido de su propio filme, como ocurriera con El Señor de los Anillos y su correspondiente trilogía de largometrajes. En cuanto al sector televisivo, las escenas de sexo y violencia representaban en muchos casos una problemática para los productores, y para el propio autor que desestimó la posibilidad de ver censurado su material.
En enero de 2006 David Benioff, considerado a sí mismo como un fanático de la ficción de fantasía desde que era joven, entabló una conversación telefónica con el representante de Martin para expresar su interés en adaptar la serie, aunque reveló que no había leído ninguno de los libros hasta ese momento. El representante le envió entonces copias de los cuatro libros publicados hasta ese momento. Tan pronto culminó la lectura de Juego de tronos, Benioff contactó a D. B. Weiss para sugerirle una adaptación televisiva. Tras una reunión de cinco horas con Martin en un restaurante de Santa Monica Boulevard para discutir su propuesta y compartir ideas sobre Canción de fuego y hielo —que incluyó el análisis de una hipótesis sobre la identidad de la madre de Jon Nieve—, Benioff y Weiss obtuvieron su permiso para la adaptación de la serie.
Para entonces, la televisión por cable experimentaba una evolución en el contenido de sus programas y series, y particularmente HBO con producciones como Los Soprano y Six Feet Under había demostrado su capacidad para crear «programación original, sofisticada y adulta sin las restricciones de las cadenas de televisión tradicionales». Desde el principio, la propuesta de Benioff y Weiss estipuló que la adaptación habría de ser producida por HBO. En marzo de 2006, poco después de la reunión con Martin, Benioff y Weiss llegaron a un acuerdo con Carolyn Strauss, presidenta de HBO. Si bien al principio el canal tuvo una postura de recelo debido a que la temática de Canción de hielo y fuego se apartaba de su programación habitual, adquirió los derechos para la adaptación del material, con lo cual dio inicio formalmente la producción de Game of Thrones en enero de 2007, con Benioff, Weiss y Martin como productores ejecutivos y guionistas. Cabe señalar que se acordó también que cada temporada del programa habría de abarcar uno de los libros de la saga literaria.

### Episodio piloto y selección del reparto
Benioff y Weiss redactaron un par de guiones preliminares para el episodio piloto en agosto de 2007 y junio de 2008, respectivamente. Aunque HBO se mostró satisfecho con ambos documentos, aplazó la aprobación del rodaje del episodio, titulado «Winter Is Coming», hasta noviembre de 2008 debido en parte a la huelga de guionistas en Hollywood y a la dimisión de Strauss como presidenta del canal. El libreto del episodio incluyó modificaciones con respecto al material literario; por ejemplo, en Juego de tronos se especifica que Ned Stark decapita a Gared, sin embargo en el episodio se revela que el decapitado es Will. También se cambió la secuencia de relaciones sexuales entre Drogo y Daenerys: en los libros, ella accede a la petición de su esposo, pero en la serie esto se muestra como una violación.

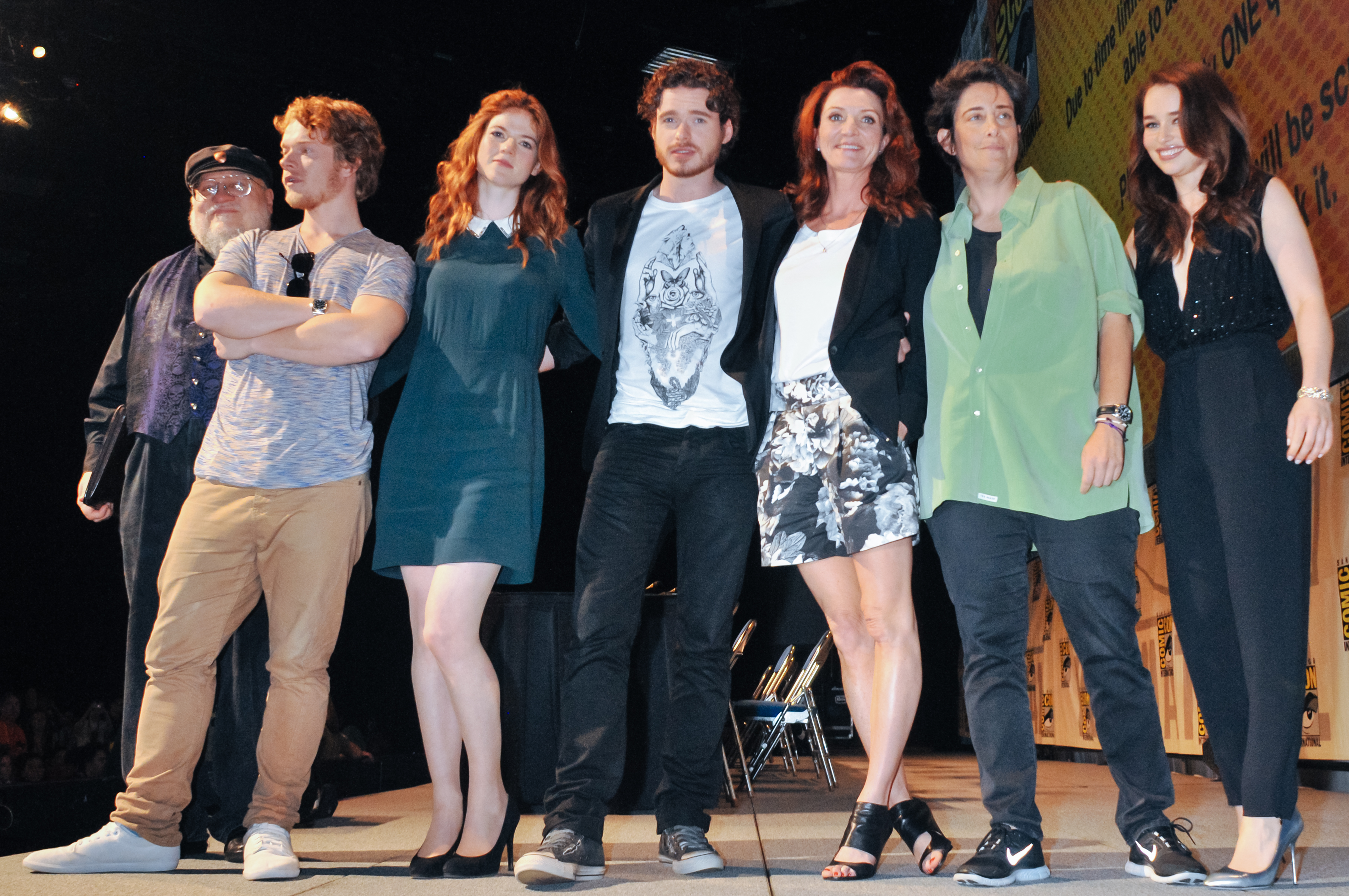
Parte del reparto de Game of Thrones en 2012: Martin, Alfie Allen (Theon), Rose Leslie (Ygritte), Richard Madden (Robb), Michelle Fairley (Cathelyn), Carolyn Strauss y Emilia Clarke (Daenerys).

Las grabaciones se llevaron a cabo entre octubre y noviembre de 2009 en Irlanda del Norte, Escocia y Marruecos, bajo la dirección de Tom McCarthy. Tras difundirse el capítulo a algunos amigos de Benioff y Weiss para conocer su opinión, el resultado fue mayormente desfavorable y motivó a que HBO rechazara esta versión y solicitara nuevamente la grabación del episodio con otro director y ciertos cambios en el reparto original como Tamzin Merchant y Jennifer Ehle en los roles de Daenerys y Catelyn Stark. Tim Van Patten se hizo cargo de la dirección de la nueva versión del episodio piloto, que se filmó en 2010.
La selección del reparto recayó primordialmente en Nina Gold y Robert Sterne. Si bien la mayor parte de los actores principales obtuvieron sus roles mediante procesos de audición, las contrataciones de Peter Dinklage y Sean Bean se realizaron de forma directa al ser requeridos específicamente por los guionistas desde el comienzo, mientras que Lena Headey contó con la recomendación de su amigo Dinklage. La selección del reparto de la primera temporada concluyó en el segundo semestre de 2009. Dada la considerable cantidad de personajes secundarios que aparecen en los libros, a partir de la segunda temporada Benioff y Weiss decidieron aplazar la incorporación de personajes principales y fusionar otros, o contratar a ciertos actores para interpretar a más de un personaje, como fue el caso de Dean-Charles Chapman que interpretó a un personaje secundario de la casa Lannister así como a Tommen Baratheon; y viceversa, al destinar un mismo personaje a más de un actor, como Gregor Clegane, que fue personificado por tres actores diferentes a lo largo de la serie. La tercera temporada contó con uno de los repartos corales más extensos en la historia de la televisión y algunos de sus actores se hicieron acreedores a los contratos mejor pagados en la televisión por cable al recibir cada uno, para las últimas dos temporadas, hasta dos millones GBP por episodio.

### Presupuesto y guiones
Game of Thrones es una de las series más costosas de todos los tiempos. La producción del episodio piloto requirió entre cinco a diez millones USD, y el importe de la primera temporada completa osciló en un rango de 50 y 60 millones USD. Para la secuencia de la batalla del capítulo «Blackwater», de la segunda temporada, se destinaron ocho millones USD, costo que se mantuvo para los capítulos producidos entre 2012 y 2015. Para la sexta temporada el monto se incrementó a más de diez millones por episodio, lo cual significó para HBO una inversión de 100 millones USD ese año y un hito en la industria televisiva. Cada uno de los capítulos de la temporada final de la serie, producidos en 2018, tuvieron un presupuesto de al menos 15 millones USD. La organización gubernamental británica Northern Ireland Screen Agency financió parte de la serie debido a los beneficios económicos derivados de la actividad turística en Irlanda del Norte —en sus ocho años de producción, aportó 15.95 millones GBP, de acuerdo con registros de la propia organización—.
Un total de siete escritores y guionistas estuvieron a cargo de los libretos de Game of Thrones: Bryan Cogman, Jane Espenson, Vanessa Taylor, Dave Hill, así como Benioff, Weiss y Martin —aunque este último participó solamente en un capítulo por temporada entre 2011 y 2014, debido a que se encontraba escribiendo simultáneamente Vientos de invierno—. La inexperiencia de Benioff y Weiss en la producción televisiva se vio reflejada en los guiones de varios capítulos de la primera temporada, que resultaron ser más breves de lo requerido por HBO para la duración de cada episodio. Para solucionar esta problemática, ambos escribieron otro centenar de páginas en un plazo de dos semanas, e incorporaron escenas de diálogos entre personajes para ahorrar costos durante la filmación de las nuevas secuencias. Un ejemplo de estas escenas es la discusión entre Robert y Cersei sobre su matrimonio. Cogman y Espenson se sumaron al proyecto en 2010; el primero estuvo a cargo del guion del cuarto episodio y Espenson colaboró con el del sexto, ambos de la primera temporada. Finalmente, Cogman asumió la responsabilidad de coordinar la redacción del resto de guiones de la serie y escribió al menos un episodio por temporada durante las primeras cinco, hasta su elección como productor a partir de la quinta temporada. Es el único otro escritor que ha acompañado a Benioff y Weiss en la sala de guionistas junto con Taylor, que participó durante la segunda y tercera temporadas. Hill se integró al equipo en la quinta temporada, después de haber trabajado como asistente de Benioff y Weiss. Si bien Martin no formó parte de la sala de guionistas, sí tenía la atribución de leer los guiones y brindar sus observaciones al resto del equipo.
Una práctica habitual durante la redacción de los guiones de cada temporada consistió en que Benioff y Weiss le asignaban un personaje a cierto escritor o guionista para profundizar en su desarrollo a partir del material literario. Una vez finalizada esta labor, que podía extenderse por varias semanas, el equipo continuaba con un análisis colectivo del perfil y desarrollo de cada personaje durante cada episodio de la temporada. Aproximadamente dos o tres semanas después, el perfil detallado resultante le permitía al equipo integrar el guion de cada capítulo. Finalmente Benioff y Weiss realizaban apuntes en los libretos conforme les daban lectura, y coordinaban la modificación de ciertas partes cuando era necesario. Por ejemplo, Cogman estuvo a cargo del desarrollo de Arya en la cuarta temporada, y requirió de un mes y medio para terminar los guiones de un par de episodios de la quinta. Cabe agregar que todos los guiones debían estar finalizados antes de comenzar el rodaje.
Con la sexta temporada quedaron cubiertos los primeros cinco libros de Canción de hielo y fuego. Debido a que las últimos dos novelas todavía no eran publicadas hasta entonces, el resto de episodios estuvo basado en material inédito de los guionistas, mayormente trazado a partir de una descripción general de Martin sobre los eventos futuros del material literario. A continuación se incluye información sobre la producción de cada temporada de la serie:
| Temporada | N.º de episodios | Fecha de renovación por HBO | Fecha de rodaje                        | Fecha de estreno    | Novela(s) adaptada(s)                                                                                                   | Refs                                    |
| --------- | ---------------- | --------------------------- | -------------------------------------- | ------------------- | --- | --------------------------------------- |
| 1         | 10               | 2 de marzo de 2010          | Segunda mitad de 2010                  | 17 de abril de 2011 | Juego de tronos | [ 99 ]                                  |
| 2         | 10               | 19 de abril de 2011         | Segunda mitad de 2011                  | 1 de abril de 2012  | Choque de reyes y algunos capítulos iniciales de Tormenta de espadas                                                    | [ 100 ] [ 101 ]                         |
| 3         | 10               | 10 de abril de 2012         | Entre julio y noviembre de 2012        | 31 de marzo de 2013 | Dos terceras partes de Tormenta de espadas                                                                              | [ 102 ] [ 103 ] [ 104 ]                 |
| 4         | 10               | 2 de abril de 2013          | Entre julio y noviembre de 2013        | 6 de abril de 2014  | Resto de Tormenta de espadas y ciertos elementos de Festín de cuervos y Danza de dragones.                              | [ 105 ] [ 106 ]                         |
| 5         | 10               | 8 de abril de 2014          | Entre julio y diciembre de 2014        | 12 de abril de 2015 | Festín de cuervos, Danza de dragones, algunos capítulos de Tormenta de espadas y material inédito (Vientos de invierno) | [ 107 ] [ 108 ] [ 109 ] [ 110 ] [ 111 ] |
| 6         | 10               | 8 de abril de 2014          | Entre julio y diciembre de 2015        | 24 de abril de 2016 | Elementos de Festín de cuervos, Danza de dragones y material inédito (Vientos de invierno).                             | [ 107 ] [ 112 ] [ 113 ] [ 114 ]         |
| 7         | 7                | 21 de abril de 2016         | Entre agosto de 2016 y febrero de 2017 | 16 de julio de 2017 | Material inédito (Vientos de invierno y Sueño de primavera).                                                            | [ 115 ] [ 116 ] [ 113 ] [ 117 ] [ 118 ] |
| 8         | 6                | 30 de julio de 2016         | Entre octubre de 2017 y julio de 2018  | 14 de abril de 2019 | Material inédito (Vientos de invierno y Sueño de primavera).                                                            | [ 113 ] [ 119 ] [ 120 ] [ 121 ]         |

### Diseño de vestuario, maquillaje e idiomas
Los diseños de Michele Clapton y April Ferry, responsables de vestuario de Game of Thrones, provinieron de varias fuentes y ocasionalmente se apartaron de las descripciones de los libros ya que «a veces [esos vestuarios] no pueden trasladarse adecuadamente a la pantalla». Por ejemplo, las armaduras japonesa y persa, el vestuario beduino y pieles de animales a semejanza de los inuit influyeron en la indumentaria de los Dothraki y los salvajes, mientras que los vestidos con escote diseñados por Alexander McQueen inspiraron el vestuario de Margaery Tyrell. Una práctica habitual consistía en que la indumentaria debía ser usada un par de semanas antes del rodaje, con tal de que luciera con arrugas y ofreciera un mayor realismo al espectador. El diseñador Kevin Alexander se basó en artistas prerrafaelistas y obras de pintores como John William Waterhouse y Dante Gabriel Rossetti para fabricar las pelucas. En total se produjeron alrededor de un par de docenas de pelucas con cabello importado de India, Europa y Rusia. En el caso de Clark —intérprete de Daenerys—, se requerían hasta dos horas por sesión para la colocación y arreglos de su peluca rubia con trenzas. En otros casos, se procedió al teñido del cabello de actores como Gleeson y Turner —Joffrey y Sansa— a manera de reemplazo del peróxido.
De forma similar a la labor de maquillaje, se buscó que la vestimenta de cada personaje tuviera cambios graduales a lo largo de la serie, con tal de reflejar la evolución del personaje. Por ejemplo, en «Beyond the Wall» —capítulo de la séptima temporada—, Daenerys usa un abrigo confeccionado con tiras de cuero sintético, mientras que en la última temporada su atuendo incluye elementos de color rojo que aluden al escudo de los Targaryen. A su vez, en las últimas temporadas Sansa viste ropa de pieles gruesas y colores oscuros; en opinión de Clapton: «Ella ha aprendido de aquellos que han sido crueles con ella así que, cuando regresa a Invernalia en la sexta temporada, ya tiene el control [...] [Con su vestimenta da a entender que] Se está protegiendo a sí misma cerrándose del mundo exterior [...] También quería mostrar que ella es una guerrera por derecho propio. Quería que evocara fuerza».
Paul Engelen, Melissa Lackersteen, Conor O'Sullivan y Rob Trenton estuvieron a cargo de las labores de maquillaje del reparto así como del diseño de prótesis y moldes durante las primeras tres temporadas. Para el resto de la serie, la responsabilidad recayó en Jane Walker, Ann McEwan, y Barrie y Sarah Gower. Por lo general, las prótesis y demás accesorios de maquillaje debían ser trasladados desde Londres —en donde eran construidos—, hasta el sitio de rodaje. En algunos casos se requirieron análisis forenses para producir efectos realistas con los cosméticos. Tal fue el caso de la secuencia en la que muere Oberyn Martell, para la cual se crearon tres moldes de la cabeza del actor Pedro Pascal cubiertas con goma de silicona y que incluían en su interior un caparazón, bolsas de agua con colorante y poliuretano para emular la sangre, así como tiras de látex y silicona para representar los sesos. La producción de este tipo de efectos solía alternarse con las labores del equipo de efectos visuales. Para el equipo de maquillaje resultó importante la forma en la que «los viajes emocionales de cada personaje impactaban en su apariencia», y en opinión de Lackersteen: «Tienes que hacerlo de la forma correcta [el maquillaje], sin que luzcan demasiado cansados y horribles. [Se trata de crear] una apariencia vulnerable». En cuanto a los caminantes blancos y los Otros, su apariencia provino inicialmente de los zombis de la serie televisiva The Walking Dead, y requirió de la realización de bosquejos de las formas principales del rostro de los actores, a los cuales agregaban una textura «arrugada y anciana» sobre «hielo, mármol y cristal».
Benioff y Weiss optaron por desarrollar el lenguaje de los Dothraki debido a las conversaciones constantes entre Drogo y Daenerys en la primera temporada. Dado que en los libros su uso es escaso, los responsables de la serie contactaron a la escritora Arika Okrent —autora de In the Land of Invented Languages—, que les recomendó acudir a la sociedad para la creación de idiomas. Finalmente, mediante un par de evaluaciones que se extendieron por dos meses, la institución eligió a David J. Peterson y este construyó el idioma dothraki con «su propio sonido, un extenso vocabulario, más de 3000 palabras y una compleja estructura gramatical». A este lenguaje se sumaron las lenguas valyrias también desarrolladas por Peterson para la tercera temporada. El especialista en lenguas construidas se inspiró directamente en las lenguas naturales y en los libros de Canción de hielo y fuego para su labor, respecto a la cual opinó que «hay una gran diferencia entre producir algo que se asemeja a una lengua, y producir un elemento hablado que suena como un idioma [...] Cuando creo un idioma, lo que hago es producir algo que sea lo más auténtico posible, de modo que si un lingüista lo viera, y le dijéramos que se trata de un nuevo idioma que apareció en Australia, este diría: "Oh, wow". [...] Cuando se trata de hablarlo, es algo distinto. Los creadores de idiomas deben tener la habilidad de crear prosodia de inflexión. Y eso es lo que yo hago».

### Rodaje y características técnicas
En el rodaje de Game of Thrones se llegaron a usar hasta cuatro unidades de filmación en paralelo, seis equipos de dirección con su respectivo director y más de un millar de especialistas técnicos. Con siete episodios en su haber, Alan Taylor dirigió la mayor cantidad en la historia de la serie, seguido de Alex Graves, David Nutter, Mark Mylod y Jeremy Podeswa, cada uno responsable de seis episodios diferentes. Otros directores habituales fueron Daniel Minahan, Michelle MacLaren, Alik Sakharov, Miguel Sapochnik y Brian Kirk. A su vez, Benioff y Weiss dirigieron un par de episodios. Entre los directores de fotografía y editores que más participaron en la serie figuran Jonathan Freeman y Robert McLachlan, y Tim Porter, Katie Weiland y Mark Mylod. En cuanto a las características técnicas del rodaje, el formato cinematográfico utilizado en la serie es 1.78:1 con lentes Angenieux Optimo y Cooke S4 instalados en cámaras ALEXA Mini, de la compañía Arri. El formato del negativo es digital, el de audio es Dolby Digital, y el de vídeo es HDCAM SR, HDR 10, ProRes y Redcode RAW. El formato de resolución es en alta definición de 1080p. En promedio la duración de cada capítulo es de 57 minutos, excepto los episodios de la última temporada, cuya extensión es mayor. El episodio «The Long Night» es el más extenso de la serie, con una duración de 82 minutos.
Antes de llevar a cabo las grabaciones de cada temporada, el equipo de producción analizaba una hoja de cálculo codificada por colores que contenía el argumento de cada episodio y notas sobre el rodaje, y que era distribuida por los productores Christopher Newman y Bernadette Caulfield. La filmación de la primera temporada se llevó a cabo entre julio y diciembre de 2010 en Irlanda del Norte y Malta, primordialmente. Paint Hall Studios, en Belfast, sirvió para grabar las tomas en interiores, mientras que para los exteriores el equipo construyó sets en los montes de Mourne, el castillo de Ward y Magheramorne para representar la ciudad dothraki Vaes Dothrak, Invernalia y el Castillo Negro, respectivamente. Por otra parte, en territorio maltés el equipo se trasladó a sitios como Mdina, Fort Manoel y Ventana Azul, para escenificar Desembarco del Rey, el Septo de Baelor y el sitio de la boda Dothraki, respectivamente. Para la segunda temporada, la producción decidió trasladarse a Croacia para representar Desembarco del Rey y la Fortaleza Roja en las murallas de Dubrovnik y Lovrijenac, respectivamente. Otros lugares que se destinaron para las grabaciones de Qarth incluyen Lokrum, el monasterio St. Dominic en Trogir y el Rector's Palace en Dubrovnik. El rodaje también se llevó a cabo en Islandia para escenificar las diversas secuencias en donde aparecen los territorios más allá del Muro, en sitios como los glaciares Vatnajökull y Mýrdalsjökull, Akureyri y los alrededores del lago Myvatn.
Algunos otros lugares usados para grabar los exteriores de las siguientes temporadas incluyen el arboreto Trsteno Arboretum en Croacia —jardín de los Tyrell—; Esauira en Marruecos —Essos—; Ballintoy en Irlanda del Norte —Lordsport—; Þingvellir en Islandia —escena del enfrentamiento entre Brienne y Sandor Clegane—; y las ciudades españolas de Sevilla, Córdoba y Cáceres —Dorne y Desembarco del Rey—. Ciertas escenas que involucraron el uso de animales tuvieron que ser grabadas en estudios de Estados Unidos y Canadá, debido a las restricciones para el traslado internacional de animales. Por ejemplo, la escena en la que Brienne se enfrenta a un oso, en el séptimo episodio de la tercera temporada, se filmó en un set de Los Ángeles, California. De manera similar, el equipo se trasladó a un estudio de Calgary, Canadá, para grabar las escenas de Ghost, el huargo de Jon Nieve. El rodaje de la última temporada concluyó en julio de 2018.

### Banda sonora y sonido
Ramin Djawadi fue el responsable de la banda sonora de Game of Thrones, que incluye temas musicales para cada una de las principales casas familiares de la trama, así como para algunos de sus protagonistas. Originalmente se tenía considerado a Stephen Warbeck, a quien se contrató para el episodio piloto, sin embargo abandonó la producción. Por recomendación de Evyen Klean, supervisor musical de la serie, el equipo de producción contactó a Djawadi. Si bien este último declinó la propuesta inicial, al final se mostró sorprendido por la trama y el concepto visual de los dos primeros episodios que le proporcionaron Benioff y Weiss para convencerlo.
Uno de los principales rasgos de la música de Game of Thrones es que cada pista sirve para expresar el tono y la emoción de cada escena, y se le dio especial énfasis al uso del violonchelo —especialmente en la secuencia de apertura— en vez del recurrente sonido de flautas y solos característicos de otras producciones que abordan temáticas fantásticas, en opinión de Benioff y Weiss. Para la secuencia de apertura, además del violonchelo, se incorporaron sonidos provenientes de un dulcémele y un kantele para ofrecer un «sentido de misterio y anticipación por el episodio». Otros instrumentos usados por Djawadi en la banda sonora incluyen el didyeridú asociado con los salvajes y la flauta duduk para los Dothraki. A diferencia de los temas que acompañan al resto del reparto, el caso de los caminantes blancos y el Rey de la Noche es distinto ya que a lo largo de la serie se diseñaron y emplearon distintos sonidos. Por ejemplo, al principio estaban vinculados con el ruido de una armónica de cristal. Cabe señalar que el desarrollo de los personajes también influyó en la evolución de ciertos temas, como es el caso de los ya mencionados caminantes blancos que a partir de la aparición de su ejército están asociados con sonidos orquestales; y el de Daenerys, que al comienzo es breve y solo está conformado del sonido de un violonchelo, pero conforme va adquiriendo más poder su tema se vuelve más extenso y complejo, con combinaciones de sonidos de tambores similares al taiko japonés y al bedug tailandés. Además de la secuencia de apertura y las melodías asociadas con cada protagonista, otros temas notables son la canción «The Rains of Castamere» que suele estar asociada con los Lannister y que aparece de forma más prominente en el capítulo del mismo nombre; y «Light of the Seven», una composición mayormente de piano que aparece en una de las escenas del último capítulo de la sexta temporada.
El proceso de composición solía dar comienzo tras la culminación del rodaje, cuando Djawadi recibía los episodios todavía pendientes de editar. En esa misma etapa también se comunicaba con Benioff y Weiss para obtener sugerencias o requerimientos específicos. En sus palabras: «me siento con David [Benioff] y Dan [Weiss] y hacemos lo que denominamos como "sesión de punteo" en la cual vemos el episodio y luego discutimos en qué instantes la música debe comenzar y detenerse. Todos estamos muy involucrados en ese tema. Y constantemente todo sale bien. Lo que más me gusta de Game of Thrones es que el posicionamiento de la música está muy bien hecho y no resulta exagerado. Cuando la música se detiene, realmente tiene algo que decir». La mayor parte de los álbumes de las temporadas se grabaron con la participación de la Czech Film Orchestra and Choir en Praga.
El álbum de la primera temporada quedó concluido dos meses y medio antes del estreno de la serie, y salió a la venta en junio de 2011, publicado por Varèse Sarabande. Los recopilatorios de las siguientes temporadas también han sido distribuidos comercialmente, e incluyen pistas grabadas por The National, the Hold Steady y Sigur Rós. Además de las bandas sonoras, en 2014 y 2015 Launch Point Records produjo los discos Catch the Throne: Volume I y Catch the Throne: Volume II que contienen temas de las primeras tres temporadas así como otras canciones interpretadas por los raperos Big Boi y Common, entre otros. En 2017 se llevó a cabo por primera vez la gira de conciertos Game of Thrones Live Concert Experience que ha recorrido varias ciudades de Estados Unidos, Canadá y Europa, y en la cual una orquesta en vivo interpreta la música de la serie frente al público. En abril de 2019 salió a la venta el álbum Music Inspired by Game of Thrones producido por Columbia Records con temas inspirados por la serie.
Para la producción de los efectos de sonido, el equipo a cargo también recibía una versión sin editar de la temporada completa tras finalizar su rodaje. Para los sonidos que involucran sangre y violencia se optó por usar una gamuza, y para los ruidos de los dragones se emplearon distintas grabaciones de tortugas apareando, delfines, focas, leones y aves. Ciertos sonidos se grabaron durante el rodaje con ayuda de micrófonos colocados en cápsulas tanto en las cámaras como en el vestuario de los actores para obtener tanto efectos de sonido estereofónico como efectos monoaurales. El responsable de la mezcla de audio, Ronan Hill, también usó los modelos de grabadores digitales Sound Devices 788T y 688, y equipos de monitorización inalámbrica de auriculares durante la filmación. Para proteger el equipo del clima adverso en ciertos períodos del rodaje, usó bolsas térmicas polares.

### Efectos visuales
Joe Bauer y Steve Kullback supervisaron la producción simultánea de efectos visuales de catorce estudios ubicados en distintos países. Para la primera temporada, los estudios BlueBolt y Screen Scene —de Inglaterra e Irlanda— se hicieron cargo de los efectos visuales. La representación de la mayoría de las edificaciones más notables de Poniente se llevó a cabo mediante proyecciones de modelos digitales en 2.5D, que le permitió al equipo de producción ajustar el ángulo de visión de cada estructura así como la orientación de la panorámica con ayuda de efectos de iluminación. Posteriormente se agregaba una capa de pintura con aspecto mate, que volvía a proyectarse sobre el modelo para añadir un mayor realismo a la imagen final. De esta forma se produjeron el castillo de Invernalia y la Fortaleza Roja, por ejemplo.
El diseño de los dragones pasó por varias modificaciones, algunas de las cuales se realizaron momentos previos a la grabación de sus primeras escenas en la serie. Entre estas se incluyen la reducción del tamaño de las puntas en la parte trasera de su cuello y el cambio de la apariencia de las alas y patas. En ambos casos, las modificaciones obedecieron a discusiones del equipo sobre los movimientos que habrían de tener las criaturas si existieran. Una vez definido el diseño, se escaneó y construyó el modelo digital para cada uno de los dragones, que diferían entre sí solamente por su color y movimientos. Para la escena en la que uno de los dragones se posiciona en el hombro de Daenerys, se colocaron marcadores de seguimiento en el cuerpo de Clarke para facilitar la edición posterior. De manera simultánea, para que la actriz tuviera una mejor noción de las dimensiones y posición de la criatura al momento de grabar la escena, se colocó en su hombro un objeto que tenía la apariencia del dragón. En la segunda temporada, el estudio alemán Pixomondo asumió la responsabilidad del diseño y efectos visuales de los dragones y para producir su aleteo se inspiraron en la anatomía y los movimientos de una gallina. Para producir las secuencias en las que los dragones escupen fuego, en las primeras temporadas se utilizó un brazo hidráulico de tipo technocrane con un lanzallamas y una cámara colocados en uno de sus extremos. A partir de la séptima temporada, se incorporó un sistema de spidercam. Otro cambio similar se presentó con relación a la interacción de Clarke con dichas criaturas durante la filmación: inicialmente se usaron modelos de tamaño real de los dragones pero, una vez adultos, el equipo de producción recurrió al uso de utilería —por ejemplo, una pelota de tenis o un objeto acolchado sujeto a una barra—. A partir de la quinta temporada, el estudio estadounidense Rhythm & Hues se sumó a las labores de diseño y animación de los dragones. Para entonces, hasta treinta empleados estaban involucrados simultáneamente en esta labor.
La complejidad de los efectos visuales llegó a demandar hasta veintidós semanas en promedio del itinerario de producción de una temporada. Además de los anteriores estudios de efectos, otras compañías involucradas fueron Peanut FX, de Inglaterra; Spin VFX y Rodeo FX, de Canadá; Gradient Effects y BAKED FX, de Estados Unidos; y los alemanes Mackevision y Scanline VFX. Zoic Studios tuvo la responsabilidad del diseño de ciertos interiores en la séptima temporada, como el salón del trono de Rocadragón, la Ciudadela y las cuevas de vidriagón. Otros efectos visuales notables incluyen la animación por computadora de la batalla de Aguasnegras; el efecto del envenenamiento en el rostro de Joffrey; la persecución de Bran Stark por los espectros; y la batalla de los bastardos, que requirió de la presencia de quinientos extras y ochenta caballos.
El estudio Elastic, coordinado por el director creativo Angus Wall, produjo la secuencia de apertura de la serie que muestra un mapa tridimensional del universo de Canción de hielo y fuego proyectado desde el interior de una esfera que es iluminada por un pequeño sol en una esfera armilar. Conforme la cámara se desplaza a lo largo del mapa, aparecen los sitios en donde transcurren los sucesos del capítulo correspondiente. Simultáneamente un mecanismo de relojería se activa y permite que ciertos edificios y estructuras emerjan del mapa. Esta secuencia es acompañada del tema principal de la serie y de los nombres del elenco principal y parte del equipo de producción. Su duración total es de noventa segundos y concluye cuando aparecen el nombre de la serie y los títulos de crédito de apertura con los nombres del escritor y director del episodio.

### Doblaje en español
Para su distribución en España, el doblaje de la serie contó con la dirección de Antonio Villar y se realizó en el estudio Soundub —durante las primeras tres temporadas— y en SDI Media —a partir de la cuarta—, ambos en Madrid. Algunos actores que participaron en esta versión son Pablo Adán (Ned Stark), Fernando Hernández (Robert Baratheon), Miguel Ángel Montero (Jaime), Amparo Valencia (Catelyn), Pepa Castro (Cersei), María Blanco (Daenerys), Eduardo Bosh (Jon Snow) y Carlos del Pino (Tyrion). A diferencia del doblaje realizado en otras series televisivas, este debió ser supervisado antes de su distribución para garantizar el uso adecuado de la terminología de Canción de hielo y fuego. El proceso de producción del doblaje para cada temporada normalmente se extendía hasta tres semanas.
Roberto Molina y Miguel Ángel Flores dirigieron el doblaje para su distribución en Hispanoamérica entre las temporadas 1 y 2, y 3 a 8, respectivamente. Su producción se llevó a cabo en los estudios DAT Doblaje Audio Traducción y LAS Dubbing, radicados en Ciudad de México. Algunos actores que participaron en esta versión son Humberto Vélez (Ned Stark), Guillermo Coria (Robert Baratheon), Ricardo Méndez (Jaime), Xóchitl Ugarte (Daenerys), Gerardo García (Jon Snow) y Dafnis Fernández (Tyrion).

## Lanzamiento y recepción
HBO estrenó «Winter Is Coming» —el primer episodio de Game of Thrones— el 17 de abril de 2011 en Estados Unidos y Canadá —aunque dos semanas antes el canal había subido a su sitio web los primeros quince minutos del episodio—, y al día siguiente el canal Sky Atlantic se encargó de su transmisión en Reino Unido e Irlanda —donde atrajo a 750 000 espectadores, un récord de audiencia para el canal—, además de estar disponible en HBO Central Europe. En Hispanoamérica y España su estreno ocurrió el 8 y 9 de mayo por HBO y Canal +, respectivamente. En Australia el episodio se transmitió el mismo día del lanzamiento de Danza de dragones, quinto libro de Canción de hielo y fuego.
Entre el 30 de enero y el 5 de febrero de 2015 se estrenaron los últimos dos capítulos de la cuarta temporada en 205 salas de cine de algunas ciudades estadounidenses, y en formato IMAX para lo cual se remasterizó el contenido audiovisual original con tecnología IMAX DMR. Se trató de la primera producción de HBO en estrenarse en este formato. Su recaudación total ascendió a 1.8 millones USD.
Cabe señalarse que, a partir de 2012, Game of Thrones fue la serie televisiva más pirateada en la historia. En el primer trimestre de 2015 se calculó que la cantidad de descargas ilegales de sus episodios había aumentado a siete millones, lo cual equivale a un 40 % de incremento en comparación al año anterior. Tanto los retrasos en la disponibilidad de los episodios en HBO y sus afiliados hasta 2015, así como el costo de las suscripciones a los servicios de los canales de paga —en 2014 el costo de suscripción para ver la serie en EE. UU. era de 25 USD en Estados Unidos— se atribuyeron como principales causas de la distribución ilícita de sus contenidos. Para contrarrestar esta problemática, a partir de 2015 HBO transmitió los episodios de Game of Thrones de manera simultánea en 170 países diferentes, así como en la plataforma HBO Now, y al año siguiente dejó de enviar las versiones promocionales de sus episodios a la prensa, con tal de evitar la difusión de copias ilegales y posibles revelaciones de la trama. Sin embargo, la problemática persistió hasta la difusión de la última temporada, cuyo primer episodio tuvo un aproximado de 55 millones de descargas ilegales, la mayoría provenientes de sitios de streaming de terceros en países como India y China, lo cual podría atribuirse a una «dificultad en el acceso a la transmisión de la serie» y la censura por los medios de comunicación oficiales, respectivamente, de acuerdo con un reporte elaborado por la consultora MUSO.
La última temporada se emitió entre el 14 de abril y el 19 de mayo de 2019. Las cadenas de cine de algunos países emitieron el episodio final de la serie, «The Iron Throne», en sus salas de forma simultánea a la transmisión por HBO.

### Audiencia
Gracias a una considerable expectativa previa a su estreno, «Winter Is Coming» tuvo una audiencia de 2,2 millones de televidentes en HBO, superior al estreno de True Blood (2008) pero por debajo de Boardwalk Empire (2010), con 1.4 y 4.8 millones de televidentes, respectivamente. El resto de la primera temporada de Game of Thrones mantuvo un promedio de audiencia similar al estreno, mientras que 3.9 millones miraron «Fire and Blood» —episodio final de temporada— en su fecha de transmisión original, tomando en cuenta su repetición ese mismo día por HBO. Si se consideran las repeticiones del resto de episodios de dicha temporada, así como los usuarios de DVR y vídeos bajo demanda, el promedio de audiencia de cada episodio de esa temporada asciende a 8.3 millones de espectadores.
A lo largo de la serie, los niveles de audiencia aumentaron notablemente y pasó a ser uno de los programas de televisión bajo demanda más populares de HBO al igual que Los Soprano, así como uno de los «mayores dramas» y el «programa más comentado» de la televisión en 2014. Por ejemplo, más de dieciséis millones de espectadores miraron «Dragonstone» —el primer episodio de la séptima temporada— en su estreno, lo cual marcó un hito en la historia de HBO. Un par de semanas después, en agosto de 2017, el mismo episodio contó con una audiencia global de 30 millones de reproducciones en todas las plataformas del canal tan solo en Estados Unidos. La última temporada superó esta cifra al atraer a más de 44 millones de espectadores por episodio, mientras que el episodio final, «The Iron Throne», tuvo una audiencia récord para HBO de 19.3 millones de personas en sus distintas plataformas de difusión —canal televisivo, HBO Go y HBO Now—, con lo cual superó el hito alcanzado por el primer episodio de la cuarta temporada de Los Soprano, que tuvo una audiencia de 13.4 millones de televidentes en septiembre de 2002. Asimismo, su popularidad se mantuvo en 2018, año durante el cual no se estrenaron nuevos episodios, de acuerdo con un reporte de Comcast. A partir de la sexta temporada, las plataformas digitales de HBO han abarcado el 40 % de la audiencia de la serie. En Reino Unido y Australia rompió récords de audiencia en 2016, con promedios de 5 y 1,2 millones de televidentes en todas las plataformas de video de canales de paga. En cuanto a términos comerciales, los ingresos obtenidos por la distribución de productos derivados de la primera temporada se estimaron en 25 millones USD. Adicionalmente, se vendieron alrededor de 350 000 copias del DVD de esa misma temporada en su primera semana de distribución.
A continuación aparecen listadas las temporadas de la serie con su correspondiente promedio de audiencia en Estados Unidos, y los porcentajes de calificación promedio registrados por los sitios web Rotten Tomatoes y Metacritic:
| Temporada | Año  | Promedio de audiencia en EE. UU. (en millones de espectadores) | Calificación de crítica | Calificación de crítica | Fuentes                         |
| Temporada | Año  | Promedio de audiencia en EE. UU. (en millones de espectadores) | Rotten Tomatoes         | Metacritic              | Fuentes                         |
| --------- | ---- | -------------------------------------------------------------- | ----------------------- | ----------------------- | ------------------------------- |
| 1         | 2011 | 2.51                                                           | 91 % (38 reseñas)       | 80 (28 reseñas)         | [ 246 ] [ 247 ] [ 248 ] [ 249 ] |
| 2         | 2012 | 3.80                                                           | 96 % (37 reseñas)       | 90 (26 reseñas)         | [ 246 ] [ 247 ] [ 250 ] [ 251 ] |
| 3         | 2013 | 4.96                                                           | 96 % (44 reseñas)       | 91 (25 reseñas)         | [ 246 ] [ 247 ] [ 252 ] [ 253 ] |
| 4         | 2014 | 6.84                                                           | 97 % (44 reseñas)       | 94 (29 reseñas)         | [ 246 ] [ 247 ] [ 254 ] [ 255 ] |
| 5         | 2015 | 6.87                                                           | 93 % (50 reseñas)       | 91 (29 reseñas)         | [ 246 ] [ 247 ] [ 256 ] [ 257 ] |
| 6         | 2016 | 7.72                                                           | 94 % (34 reseñas)       | 73 (9 reseñas)          | [ 246 ] [ 247 ] [ 258 ] [ 259 ] |
| 7         | 2017 | 10,26                                                          | 93 % (51 reseñas)       | 77 (12 reseñas)         | [ 247 ] [ 260 ] [ 261 ]         |
| 8         | 2019 | 11.99                                                          | 58 % (10 reseñas)       | 74 (12 reseñas)         | [ 262 ] [ 263 ] [ 264 ]         |
| Promedio  | 6.86 | 89 %                                                           | 84                      |                         |                                 |

### Crítica
Desde su estreno, la crítica ha brindado reseñas mayormente positivas a Game of Thrones. Entre 2011 y 2012 algunos medios como The Washington Post, Time y The Hollywood Reporter la catalogaron como una de las mejores series de televisión. De manera similar, en 2016 los editores de la revista Rolling Stone la incluyeron en su listado de las «100 mejores series de todos los tiempos» al considerarla como «una de [las series de] drama más convincentemente realistas», y al año siguiente encabezó el listado de «los mejores cuarenta programas televisivos de los últimos veinte años» realizado por Rotten Tomatoes a sus usuarios, donde superó a otras series como Breaking Bad, The Big Bang Theory y Friends. En un análisis publicado por la BBC en 2016, se determinó que algunos factores que han propiciado su éxito ante crítica y audiencia tienen que ver con su trama que combina varios géneros literarios y una amplia variedad de personajes; los «giros inesperados, muertes imprevistas, además de grandes dosis de intrigas palaciegas y dramas personales»; las escenas de desnudez, sexo y violencia; el diseño de producción; y su cobertura en redes sociales. El primer episodio recibió una calificación perfecta de 100 % en el sitio web Rotten Tomatoes, con base en la evaluación de diez reseñas, que coincidieron en calificarlo como «la introducción a un viaje maravillosamente sombrío que honra su fuente con una ejecución estelar y un reparto impresionante».

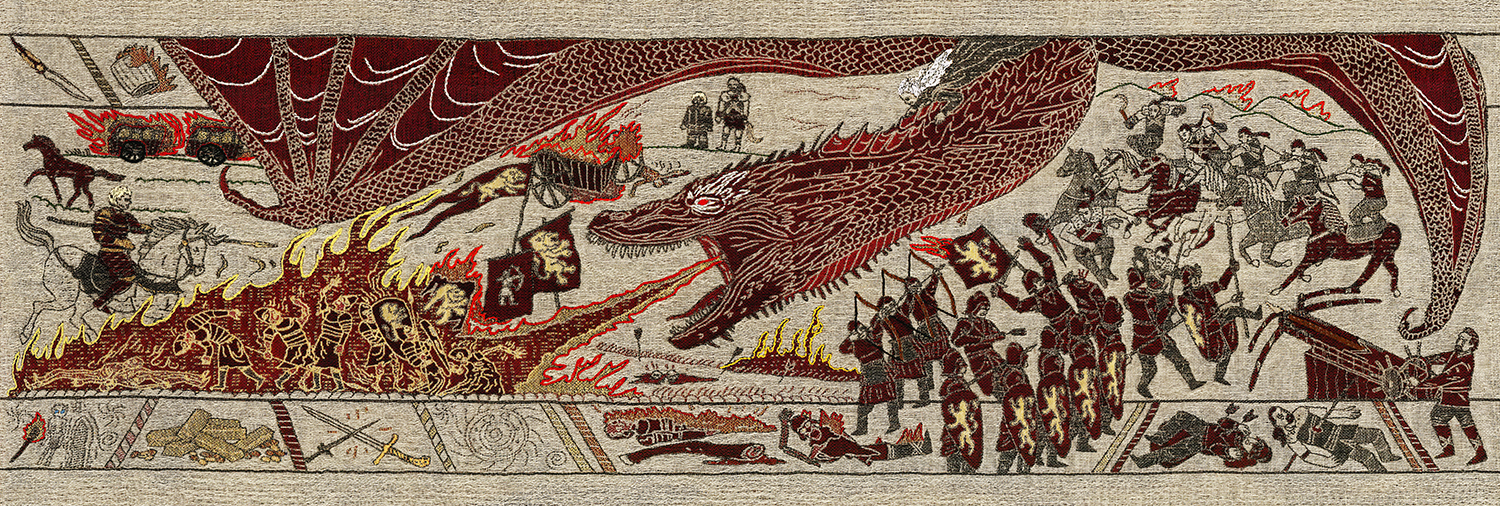
Tapiz fabricado en Irlanda del Norte, en 2017, con la representación de una de las batallas de Game of Thrones.

Las actuaciones del reparto han sido uno de los elementos con opiniones más favorables de la crítica. Por ejemplo, Peter Dinklage es referido como «posiblemente la estrella destacada de Game of Thrones, que le ha dado [al actor] uno de los personajes más matizados e interesantes de su carrera» y uno de los «favoritos de la audiencia» que «ha sido bendecido con un núcleo de humanidad cubierto por un caparazón de ingenio sardónico». En opinión de Dinklage: «creo que Tyrion es el que está más relacionado con la sensibilidad moderna ya que no es un héroe ni tampoco un villano. Tiene sentido del humor incluso en los peores momentos». De manera similar, otros actores que han sido reconocidos por sus interpretaciones son Sean Bean, Lena Headey, Aidan Gillen, Charles Dance, Emilia Clarke, Michelle Fairley, Alfie Allen y Nikolaj Coster-Waldau. En opinión de Carrie Wittmer, del sitio web de Business Insider: «Allen ha sido desafiado con mostrar el mayor rango [de actuación]. [De la forma en que] Allen lo ha hecho desde la primera temporada, comprendes mejor quién es Theon y qué tan bueno es Allen para interpretarlo. La actuación de Allen es la más subestimada en el programa, pero es la mejor de todas». Cabe señalarse que la trama de la séptima temporada está más enfocada en los personajes femeninos que sus predecesoras, un aspecto valorado por los críticos. De acuerdo con Ricardo Rivadeneira Carbo, de Eluniverso.com: «desde la segunda temporada, hemos sido partícipes, jueces y verdugos de todas las piezas de este ajedrez con armaduras y dragones recién nacidos. Si bien el objetivo del trono sigue rondando la cabeza de todos, el desarrollo de Game of Thrones ha puesto a sus personajes como eje central del drama. La manera en que cada uno de los participantes en este juego de poder se desenvuelve es un deleite para el televidente; si antes los preludios de una pelea eran insignificantes, ahora el televidente sufre por el posible desenlace de sus héroes y villanos debido a que cada uno de ellos puede llegar a ser desechable».
Otros aspectos destacados por los medios han sido los guiones; los efectos especiales; las secuencias de batallas y la música. Al final de la séptima temporada, Liz Shannon Miller, de indieWire, opinó que «Game of Thrones, como siempre, nos deja en conflicto y confundidos. Sigue siendo un espectáculo que odia a los débiles, pero ama sus pequeñas victorias». Algunas secuencias de batallas que han recibido elogios por la prensa son los enfrentamientos entre los salvajes y la Guardia de la Noche contra los caminantes blancos y el ejército de la noche en los episodios «Hardhome» y «Beyond the Wall», respectivamente; la «batalla de los bastardos» en el episodio homónimo —«la batalla [entre] un claro héroe [Jon Snow] y un claro enemigo [Ramsay Snow], a diferencia de otras batallas en las que los personajes principales estaban en ambos bandos»; y el asedio de Desembarco del Rey por Stannis Baratheon en «Blackwater». Inclusive, se considera este último episodio —de la segunda temporada— como uno de los mejores de la serie, debido a que «fijó el estándar para casi todo lo que estaba por venir» en las siguientes temporadas, además de presentar por primera vez una batalla de considerable magnitud en Game of Thrones. En opinión de Sam Ashurst y Chris Longridge, de Digitalspy.com, este episodio contiene la «primera batalla apropiada de la serie (sin que exista acción fuera de la pantalla) [que] continúa como una de las mejores, y la primera señal verdadera de que este programa podía competir con las producciones de mayor presupuesto de la industria». En cuanto a las composiciones musicales, algunos medios como Soundtrackdreams.com las consideran como unas de las mejores bandas sonoras que «recuerdan [al usuario] algún momento particular del programa que los hizo temblar, sentir, llorar o gritar», y sirven como «excelente acompañamiento» a las principales escenas de la serie. Richard Buxton, de Tracksounds.com señaló: «los momentos en los que el material musical de Djawadi logra sobresalir son los más tenues: momentos que permiten que la sutileza reine más libremente y, como resultado, las señales tienden a sonar un poco más orgánicas y menos forzadas». Si bien las composiciones de la segunda temporada no mostraban un «progreso más allá del estándar establecido en la primera temporada», las bandas sonoras posteriores gozaron de una mayor aceptación pese a que ciertos temas representan una variación de los mismos motivos. Algunas pistas con opiniones favorables y mayor popularidad son el tema principal —que acompaña a la secuencia de apertura—, «Light of the Seven», «The Winds of Winter», «My Watch Has Ended», «Blood of My Blood» y «The Rains of Castamere».
Varios de sus episodios han recibido críticas ampliamente favorables por la crítica, entre los cuales se encuentran los episodios finales de las temporadas 1, 3, 4 y 6 —«Winter Is Coming», «Mhysa», «Los niños» y «Winds of Winter»—. En contraparte, el episodio con peor calificación de la serie es «Unbowed, Unbent, Unbroken», titulado de forma homónima al eslogan de la casa Martell y que incluye la escena en la que Ramsay agrede sexualmente a Sansa. Si bien Eric Deggans, de National Public Radio, elogió especialmente la labor realizada por Benioff y Weiss en las últimas temporadas con la continuación de la trama inconclusa de Canción de hielo y fuego al señalar que «hay una verdadera sensación de que los productores han descubierto cómo contar esta historia, que va más allá de los libros en los que se basó. Realmente saben lo que están haciendo y están avanzando hacia un final que parecen tener en su punto de mira. Esto es una producción épica. En cierto sentido, están haciendo una versión televisiva de El Señor de los Anillos», para otros críticos como Luke Holland —de The Guardian— algunos de los episodios de la séptima temporada carecen de «lógica» e incluyen momentos de «locura», puesto que en su opinión no siguen los lineamientos de las temporadas anteriores en que «los personajes solían actuar y la trama solía desplegarse, de maneras que se sentían reales; eso es lo que le dio su atractivo internacional a esta serie sobre dragones y magia [...] En un espectáculo lleno de dragones y magia, es extraño que los humanos comiencen a sentirse falsos». De forma parecida, Natalia Marcos —de El País— reiteró que «la que fuera una de las series favoritas de crítica y público se ha convertido ahora en diana de críticas que ponen en duda la verosimilitud y coherencia interna de esta obra de fantasía». Ambos medios coincidieron en sus respectivas reseñas en la celeridad con la cual ocurren ciertos sucesos de la trama, sumado a la falta de explicaciones para otros, como elementos negativos de la séptima temporada.
Este aspecto cobró mayor auge en el desenlace de la trama, durante la octava temporada, que tuvo más bien una recepción variada. Por ejemplo, The New York Times argumentó que el episodio final «está plagado de incoherencias»; mientras que, para Forbes, este capítulo «pudo haber sido mucho mejor [...] La transición de Daenerys de matar hombres malvados a matar mujeres y niños fue demasiado apresurada como para que funcionara correctamente, pero dada la cantidad de tiempo, podría haber sido uno de los arcos más increíbles de un personaje televisivo». Inclusive un fanático de la serie realizó una petición en Change.org para que se volviera a filmar la octava temporada con otros guiones, y en cuestión de días obtuvo un millón de firmas de adhesión.
Otras opiniones desfavorables están relacionadas con el ritmo de la trama y la inclusión constante de escenas de violencia, sexo y desnudez. Tom Ley —del sitio web Theconcourse.deadspin.com— señaló que algunos capítulos «siguen un patrón familiar: extensas partes del episodio son devoradas por el avance infinitesimal de varias líneas de la trama, muchas de las cuales son profundamente aburridas, y se compensan con la inclusión de "mierda interesante" que normalmente adopta la forma de un enfrentamiento con espadas, el cameo de un dragón o algún Sam venciendo a un caminante blanco» y concluyó en su reseña que esto era un indicio de que la serie «es burda, explotadora y totalmente carente de ideas». De forma similar, Charlie Anders —del blog io9, que pasó a integrarse en Gizmodo— percibió que la primera temporada contiene una significativa «sexposición» —técnica de brindar exposición en un contexto de sexo o desnudez—, aunque la segunda temporada está centrada en el «sexo desagradable, explotador y deshumanizante con poco contenido informativo». De acuerdo con Maureen Ryan, de The Huffington Post, la serie contiene más escenas de desnudez femenina que masculina, y la cantidad excesiva de senos «socava cualquier aspiración que pudiera tener la serie para abordar la opresión de las mujeres en una sociedad feudal». El canal CCTV censuró las escenas de sexo y violencia a partir de su difusión en China en 2014, con tal de evitar los «efectos negativos y peligros ocultos de seguridad», en opinión de People's Daily. Algunos críticos y actores del reparto han calificado ciertas escenas como «desagradables», como la secuencia de la primera temporada en la que Lysa Arryn amamanta a su hijo de siete años de edad; o cuando Samwell Tarly cura las heridas de psoriagris de Mormont en la séptima temporada. La violencia sexual, que incluye el abuso sexual y el sadismo de ciertos personajes como Ramsay Bolton —que recurre a prácticas de tortura y emasculación—, así como la excesiva desnudez fueron objeto de controversia a lo largo de la serie. Si bien publicaciones como la revista The Atlantic calificaron estos aspectos como «la debilidad definitiva» de la adaptación de los libros de Martin, el escritor se mostró inconforme con las críticas al considerar que esos elementos son abordados en sus novelas y son comunes en la guerra por lo que la serie debe ser veraz sobre la historia y la naturaleza humana. A su vez, HBO defendió el trabajo realizado por Benioff y Weiss en la adaptación. Para Sara Hughes, de The Guardian: «Game of Thrones combina el espectáculo visual cinematográfico de una gran fantasía pseudo-medieval con el registro tonal de la televisión de calidad orientada a adultos, adaptando lo que generalmente se consideraba como un nicho de género inmaduro a la identidad de marca de HBO».

### Premios y reconocimientos
Game of Thrones se ha hecho acreedora a numerosos premios y distinciones desde su estreno, entre los cuales se incluyen 59 Primetime Emmy —cifra que la convierte en la serie con mayor cantidad de galardones Emmy en la historia de la televisión—, cinco premios del Sindicato de Actores, y un Peabody, además de lograr siete récords Guiness —mayor cantidad de Demand Expressions relacionado con su nivel de audiencia total; más premios Emmys y galardones de la Visual Effects Society; la serie con el actor británico más alto, Neil Fingleton; el programa más pirateado de la historia; el mayor escenario ficticio recreado en Minecraft; y la transmisión simultánea más extensa de una serie dramática—. De manera similar, ciertos medios la han catalogado como una de las «mejores series de televisión», mientras que el Sindicato de Guionistas de Estados Unidos reconoció en 2013 los guiones de sus primeras temporadas como los mejores de la industria, y el American Film Institute ha incluido cada una de sus temporadas en los respectivos listados anuales de «Mejores 10 programas de televisión».
Además de los Emmy correspondientes, el reparto y equipo de producción han recibido varios otros galardones, algunos de los cuales son el Globo de Oro, el Satellite y el Scream obtenidos por Dinklage como resultado de su actuación en la primera temporada; el premio Norman Felton a la «Mejor producción televisiva episódica - Drama» dirigido a sus productores; un par de galardones del Sindicato de Directores —por los episodios «Mother's Mercy» y «Battle of the Bastards» de la quinta y sexta temporadas, respectivamente—; y reconocimientos de los sindicatos estadounidenses de Directores de Arte y diseñadores de vestuario.

## Mercadotecnia
El éxito de la serie ha dado lugar a la producción de una amplia variedad de productos relacionados con el universo de Canción de hielo y fuego, que incluyen juguetes y juegos de mesa, videojuegos, libros, programas de televisión y pódcast, álbumes musicales, ropa y disfraces, la cerveza Iron Throne Blonde Ale de la estadounidense Ommegang, vino de Vintage Wine Estates y artículos para coleccionistas como réplicas de armas y armaduras, entre otros, los cuales son distribuidos tanto por HBO como por otras empresas. En 2013 y 2014 una exhibición itinerante del vestuario y la utilería usada en la producción de la serie recorrió algunas ciudades europeas y estadounidenses. Hasta 2016 la propiedad intelectual de Game of Thrones era una de las más populares y exitosas del mercado junto con la marca de The Walking Dead en el ámbito televisivo —en 2014 HBO contaba con más de sesenta licencias distintas para el uso de la marca—, así como una de las más exitosas de HBO —en 2012 pasó a ser la franquicia con mayores ingresos por la venta de productos en la HBO Shop Europe—.

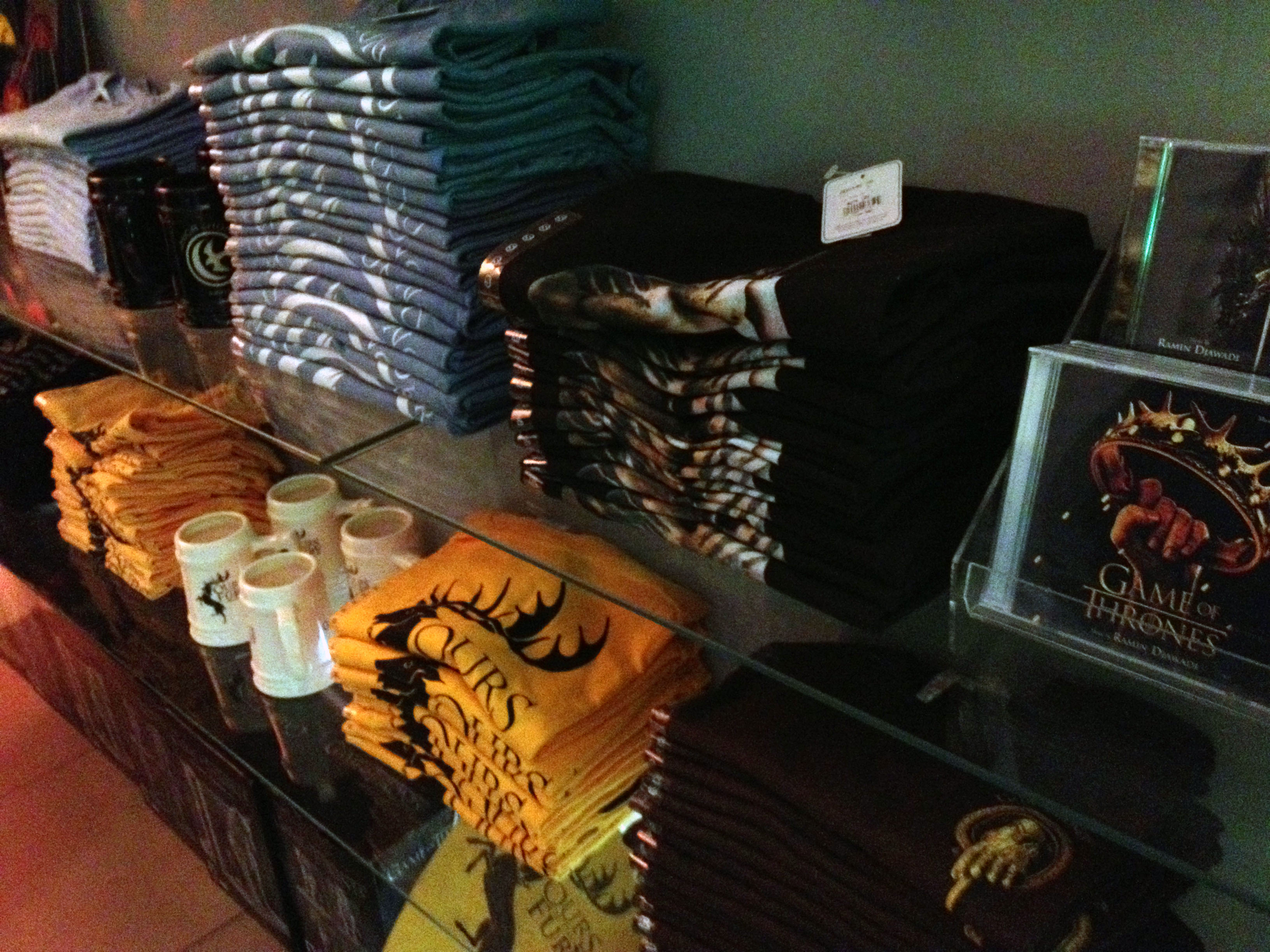
Mercancía alusiva a la serie en una sucursal de HBO Shop

Algunos juguetes y objetos para coleccionistas inspirados en Game of Thrones incluyen sets de bloques de construcción y figuras de acción, bobbleheads, tableros de Monopoly y Clue, estatuillas, escenarios en miniatura y sujetalibros, rompecabezas, pinbolas, tapones de vino, un astrolabio a semejanza del que aparece en la secuencia de apertura de la serie y réplicas de cascos, armas y armaduras fabricados por empresas como Mcfarlane, Funko, Eaglemoss, SD Toys, Dark Horse Comics, 4D Cityscape, Factory Entertainment, Inc y Jalic Blades. En 2018 varios de estos productos estuvieron en exhibición en el Jacob K. Javits Convention Center, durante la feria de juguetes de Nueva York.
Ciertos videojuegos inspirados en la serie televisiva pertenecen al género de estrategia y están destinados a teléfonos móviles. Entre estos se encuentran Game of Thrones Ascent, desarrollado por Disruptor Beam y que estuvo disponible entre 2013 y 2019; Game of Thrones: Conquest, producido por HBO y estrenado en 2017; y Reigns: Game of Thrones, desarrollado por Nerial y distribuido por Devolver Digital también para los sistemas operativos macOS y Microsoft Windows en 2018. Ese mismo año se anunció la producción de un título gratuito a cargo del estudio Behaviour Interactive. Otra producción titulada de forma homónima y perteneciente al género de rol de acción, fue producida por Cyanide Studio y tuvo su estreno en 2012 para las plataformas Microsoft Windows, PlayStation 3 y Xbox 360. Telltale Games produjo otro videojuego de aventura gráfica para móviles y sistemas operativos, así como para las consolas PlayStation 3, PlayStation 4, Xbox 360 y Xbox One. Su lanzamiento al mercado ocurrió en 2014 y, desde entonces, su contenido se ha extendido en forma de episodios.
En 2012 salieron a la venta los libros Inside HBO's Game of Thrones, por Bryan Cogman y que incluye imágenes conceptuales y fotografías de la producción de las primeras temporadas de la serie, además de descripciones de los personajes y familias de Canción de hielo y fuego; y un par de volúmenes que contienen fotografías del rodaje, entrevistas con el reparto y equipo de producción, diseños de vestuario, guiones gráficos y descripciones de los elementos de la serie, a cargo de Chronicle Books. así como un libro de colorear para adultos. En 2015 la editorial Running Press comenzó a distribuir el set Game of Thrones: The Noble Houses of Westeros, que incluye un libro con información sobre los principales elementos descritos en la serie. Otras publicaciones son el audiolibro Learn to Speak Dothraki, editado por Living Language con base en el idioma Dothraki, y para el cual desarrolló también un curso en línea y una aplicación para móviles. En cuanto a los formatos de vídeo casero, en marzo de 2012 salió a la venta la primera temporada en DVD y Blu-ray, y desde entonces las siguientes temporadas estuvieron disponibles en el mercado en esos mismos formatos, tanto en ediciones sencillas como en cajas recopilatorias de ediciones para coleccionistas con vídeos sobre el proceso de producción de los episodios, por ejemplo. La comercialización de los formatos de vídeo —tanto físicos como digitales— de las primeras dos temporadas rompieron récords de ingresos para HBO. En 2016 se produjeron ediciones que incluían los sistemas de audio Dolby TrueHD 7.1 y Dolby Atmos, y en 2018 estuvo disponible en resolución de vídeo 4K HDR en Ultra HD Blu-ray. Cabe señalar que cada set de vídeos caseros incluye varios cortometrajes animados y narrados por algunos actores del reparto, en donde se explican ciertos elementos de la historia de Westeros como la conquista del territorio por los Targaryen.
De forma simultánea al estreno de la serie, se produjeron pódcast conducidos por el británico Geoff Lloyd y titulados Thronecast: The Official Guide to Game of Thrones, donde se realizan análisis de los episodios, además de entrevistas ocasionales al reparto de la Game of Thrones, y el programa televisivo After the Thrones presentado por Andy Greenwald y Chris Ryan, en el cual se aborda una temática similar a los pódcast de Lloyd. A mediados de 2017 HBO anunció su interés en producir nuevas series inspiradas en el universo de Canción de hielo y fuego, en las cuales no habrían de estar involucrados Weiss ni Benioff. Al año siguiente el estudio solicitó la grabación del episodio piloto para una precuela cuya trama habría de desarrollarse miles de años antes que Game of Thrones.
La actividad turística en Islandia, Marruecos, Irlanda, España, Croacia, Malta y Escocia también ha tenido un notable auge a partir del éxito de la producción de HBO, de manera similar al fenómeno producido en Nueva Zelanda por la trilogía cinematográfica de El Señor de los Anillos. De acuerdo con registros de la organización Northern Ireland Screen, hasta 2019 los gastos de producción en Irlanda del Norte —que incluyen el alojamiento y transporte del reparto y del equipo de producción— constituyeron ingresos para el país por 324 millones USD. A finales de 2018 HBO anunció su interés en adaptar junto con Tourism NI los sets de filmación de la serie en forma de atracciones turísticas que habrían de incluir exhibiciones de utilería y objetos usados durante la producción, así como contenido interactivo y digital para mostrar los efectos visuales empleados en Game of Thrones.

## Impacto cultural
Se considera que el aumento en la popularidad del género fantástico en la época contemporánea ayudó a consolidar el éxito de Game of Thrones. Previo al estreno de la segunda temporada, Joel Williams —de CNN— opinó que «después de este fin de semana, será difícil encontrar a alguien que no sea fanático de alguna forma de fantasía épica» en referencia a la notoriedad de otras adaptaciones cinematográficas del mismo género como la trilogía cinematográfica de El Señor de los Anillos y la franquicia de Harry Potter, las cuales calificó como «las drogas de introducción a la cultura de los fanáticos de la fantasía». Sudeep Dasgupta, en su obra Policing the People: Television Studies and the Problem of "Quality" (2012), argumentó que la producción de HBO puede considerarse también como la adaptación «de un marco industrial que expande los parámetros existentes de lo que constituye la "televisión de calidad" en la era sucesora de las cadenas televisivas», al ayudar a redefinir las características de la alta fantasía y su audiencia.
El estreno de la serie acrecentó el interés en Canción de hielo y fuego, lo cual se vio reflejado en las ventas de sus novelas que pasaron a publicarse nuevamente a manera de ediciones licenciadas y encabezaron los listados de superventas particularmente durante el estreno de los capítulos iniciales de cada temporada. De acuerdo con Fortune.com, entre 2011 y 2012 se vendieron más de nueve millones de copias de la saga literaria, en contraste con las cinco millones de copias comercializadas antes de la transmisión de Game of Thrones. Con parte de las ganancias obtenidas por la comercialización de sus libros, Martin financia una beca para escritores de fantasía y un santuario de lobos en Nuevo México. Al respecto, opinó que «la gente lee la fantasía para ver los colores de nuevo. Vivimos nuestras vidas y creo que hay algo en nosotros que anhela algo más, experiencias más intensas. Hay hombres y mujeres por ahí que viven sus vidas buscando esas experiencias intensas, que van al fondo del mar y escalan las montañas más altas o son disparados al espacio. Solo unas pocas personas tienen el privilegio de vivir esas experiencias, pero creo que todos queremos hacerlo, en algún lugar de nuestro corazón no queremos vivir las vidas de la desesperación tranquila de la que habló Thoreau, y la fantasía nos permite hacer esas cosas. La fantasía nos lleva a lugares asombrosos y nos muestra maravillas, y eso satisface una necesidad en el corazón humano».

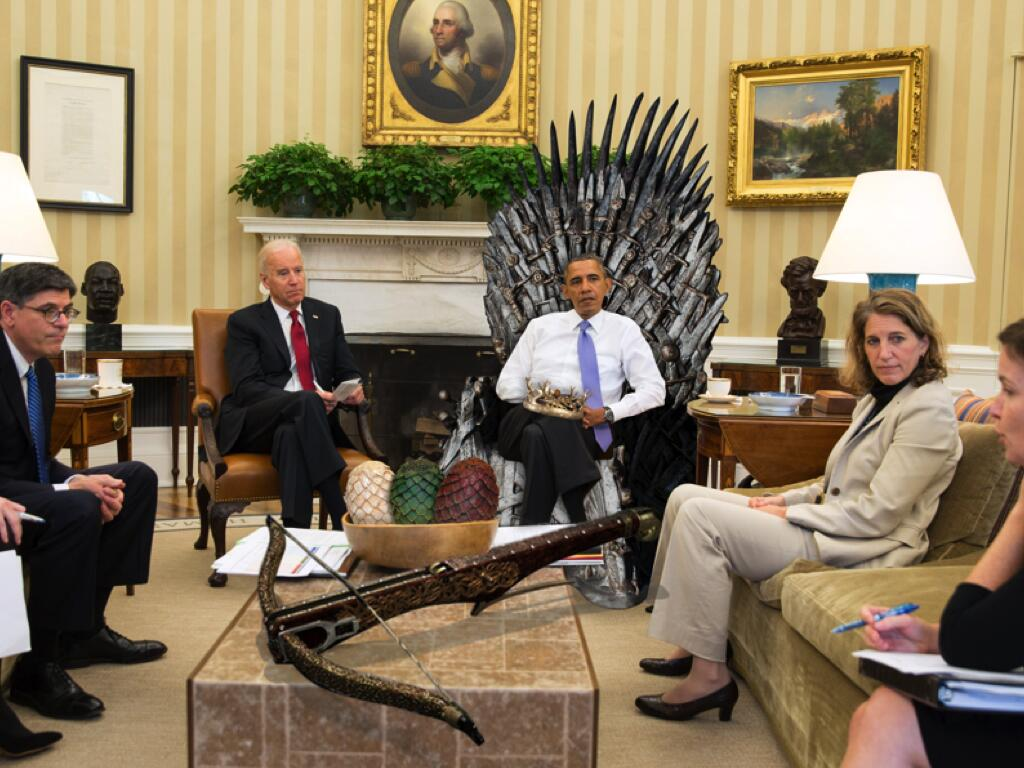
Fotomontaje del entonces presidente de EE. UU., Barack Obama, sentado en el Trono de Hierro con algunos de sus oficiales, en la Oficina Oval en 2014.

La popularidad del programa condujo al establecimiento de una amplia base de fanáticos de distintas nacionalidades, entre los cuales se incluyen líderes políticos como Barack Obama, David Cameron, Julia Gillard y Frans Timmermans. En 2012, la publicación Vulture clasificó a sus seguidores como los más devotos de la cultura popular, por encima de las comunidades de simpatizantes de Lady Gaga, Justin Bieber, Harry Potter o Star Wars. De acuerdo con un análisis realizado en 2013 por BBC News, «la pasión y extrema devoción de los fanáticos» hacia Game of Thrones ha dado lugar a un fenómeno sin precedentes en la industria televisiva, que ha derivado en la producción de fanfiction y material de estilo burlesque, y en la adopción de los nombres de personajes de la serie —en 2012 «Arya» fue el nombre con la mayor tendencia de uso en Estados Unidos, de forma parecida al uso de «Khaleesi»—. Algunos sitios web de seguidores de la serie son Westeros.org, WinterIsComing.net, ToweroftheHand.com y Podcastoficeandfire.com.
Generalmente las alusiones políticas hacia la serie se deben a que «opera en múltiples niveles, desde el nivel micro de sus relaciones hasta la macro de forjar alianzas y trazar estrategias cuando se busca una ventaja geopolítica», de modo que «su filosofía fundamental es que "cuando juegas el juego de tronos, ganas o mueres". No hay término medio». Dan Hassler-Forest, de la Universidad de Ámsterdam, subrayó la forma en la que el argumento aborda la importancia política de la cultura occidental, evidente en «la prolongada subtrama de los esfuerzos de Daenerys por liberar a los esclavos en varias ciudades-estado en la región sur de Essos [...] El hecho de que Daenerys sea una mesías [de tez] blanca, cuyas acciones ingenuas producen complicaciones inesperadas, no debe interpretarse como especialmente progresivo en términos del orientalismo fundamental de la serie: el punto clave es que las civilizaciones fuera de Poniente, pobladas por personas de color, [pareciera que] no pueden controlar sus propios destinos, requiriendo de la intervención de un forastero "más avanzado"», lo cual supone una concepción que «privilegia la perspectiva occidental». Desde el estreno de la serie, los medios han usado la expresión «juego de tronos» como metáfora de situaciones políticas conflictivas o controvertidas, como la decisión de la Corte Suprema de los Estados Unidos con respecto a la legislación de reforma del servicio de atención médica, la guerra civil siria y la expulsión del político Bo Xilai del gobierno chino. En uno de los episodios de la primera temporada se apreciaba la cabeza decapitada de George W. Bush, situación por la cual se disculparon Benioff y Weiss debido a las críticas que atrajo por parte de los medios y de HBO, mientras que, a principios de 2019, el presidente estadounidense Donald Trump aludió a la frase «Winter is coming» al referirse a su proyecto de renovación del muro fronterizo con México.
Otros ámbitos alcanzados por la influencia de Game of Thrones incluyen el vocabulario y el rubro académico. Por ejemplo, la escena de la primera temporada en la que Petyr Baelish explica sus antecedentes mientras se observa a las prostitutas teniendo relaciones sexuales en segundo plano, dio origen al concepto de «sexposición» en la que se explica la trama de manera alternada con el sexo y la desnudez. Un caso similar ocurrió con el término «Dothraki» que en 2012 ocupó el cuarto lugar en la lista de palabras televisivas más usadas en Internet, de acuerdo con un reporte de Global Language Monitor. En cuanto al aspecto académico, entre 2017 y 2018 la Universidad de Harvard, el Boston College, la Universidad de California en Berkeley y el Instituto Politécnico y Universidad Estatal de Virginia comenzaron a impartir programas de estudios medievales inspirados por Game of Thrones a manera de «herramienta de reclutamiento académico». En ese mismo período se estableció igualmente la Martin Studies International Network, dedicada al análisis de los libros de Martin y de la serie televisiva. Algunas producciones inspiradas en Game of Thrones son Black Sails (2014), The Last Kingdom (2015), The Bastard Executioner (2015), American Gods (2017) y Taboo (2017). En opinión de Maureen Ryan, crítico de Variety: «la gente va a estar robando y tomando prestados ciertos elementos de Game of Thrones por años y años. Creo que será difícil crear un programa tan ampliamente visto y comentado, pero eso no impedirá que la gente lo intente. Ya hemos tenido una gran cantidad de series con hombres barbudos peleando con espadas. Muchas de estas han sido mediocres o terribles, pero supongo que [tendremos] peleas de barbudos con espadas por algún tiempo más». Una serie precuela, La casa del dragón, se estrenó en HBO en 2022, mientras que ya existe una segunda en producción , A Knight of the Seven Kingdoms, y tiene previsto su lanzamiento para 2025.